# Réforme du secteur de la sécurité

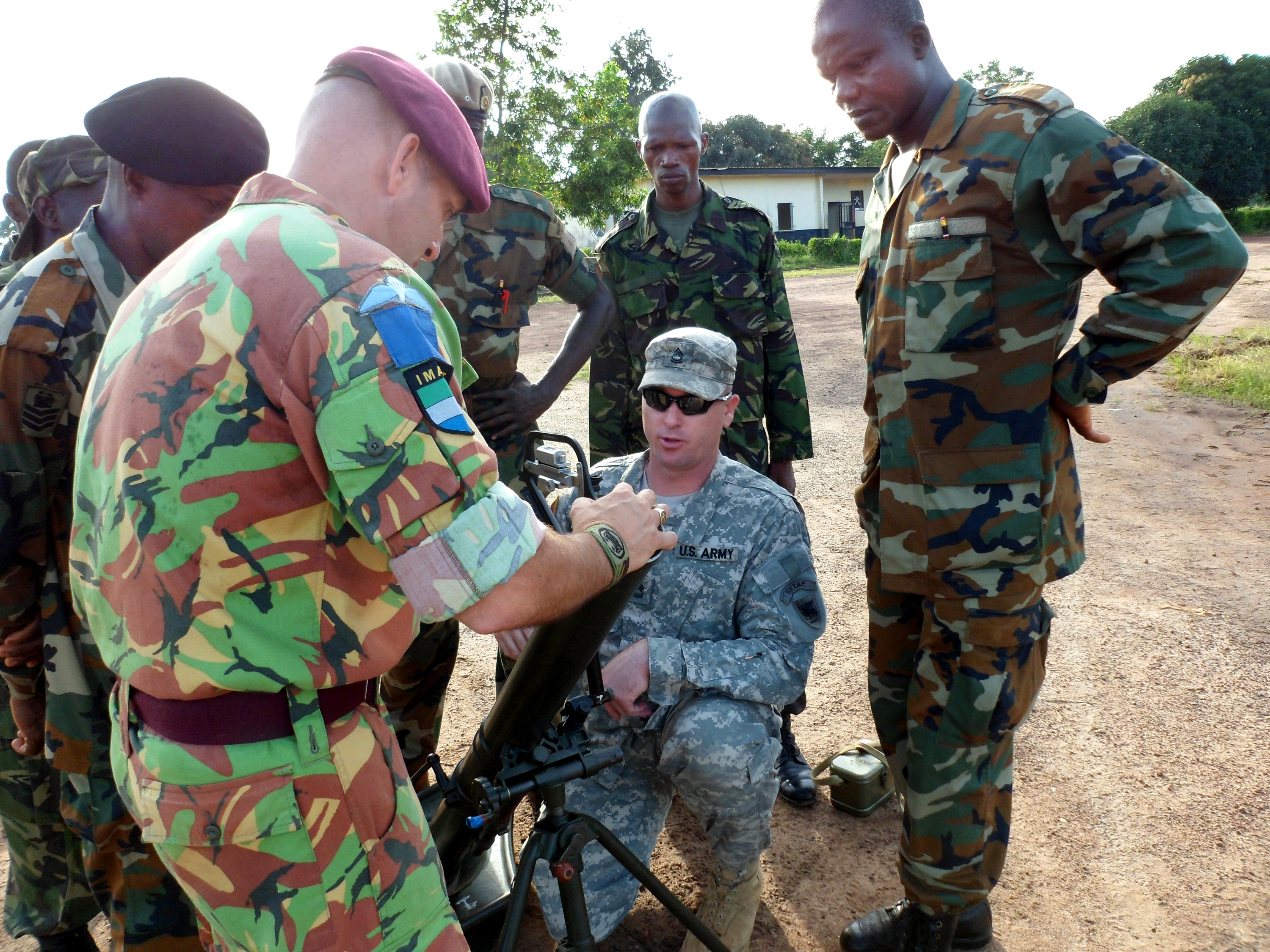
Soldiers from the British and United States armies training Sierra Leonean soldiers to use a mortar during 2011

La Réforme du secteur de la sécurité (RSS) est un concept qui est apparu en Europe de l’Est dans les années 1990. Bien qu'il n'existe pas de définition universellement acceptée, la RSS se réfère généralement à un processus de réforme ou de reconstruction du secteur de la sécurité d'un État. Elle répond à une situation dans laquelle un secteur de la sécurité dysfonctionnel est incapable d'assurer la sécurité de l'État et de ses citoyens de manière efficace et conforme aux principes démocratiques. Dans certains cas, le secteur de la sécurité peut lui-même être une source d'insécurité généralisée en raison de politiques ou de pratiques discriminatoires et abusives. À cet égard, un secteur de la sécurité non réformé ou mal défini représente un obstacle conséquent à la promotion du développement durable, la démocratie et la paix. Le processus de RSS cherche à promouvoir une prestation efficace et efficiente de services de sécurité et de justice, au travers des institutions du secteur de la sécurité responsables de l'État et de ses citoyens opérant dans un cadre de gouvernance démocratique, sans discrimination et dans le plein respect des droits de la personne  et de l’état de droit.
Les efforts de RSS ciblent les institutions de l'État et autres entités qui jouent un rôle dans la sécurité de l'État et de ses citoyens, y compris: les forces armées ; les forces de l'ordre (police) ; les services de renseignement; les institutions responsables des services douaniers, de la gestion des frontières, de la justice et des établissements pénitentiaires ; ainsi que les acteurs jouant un rôle dans la conception et la mise en œuvre de la sécurité, tels que les ministères, les parlements, institutions de médiations (les ombudsman), les commissions des droits de la personne et les organisations de la société civile. Dans certains contextes, ce processus concerne également les groupes armés non étatiques et/ou les entreprises militaires et de sécurité privées.
La RSS est un concept à la fois opérationnel et normatif comprenant des normes telles que la bonne gouvernance, le contrôle civil et l’état de droit parmi ses caractéristiques essentielles. Ce processus de réforme est progressivement considéré comme étant une composante essentielle des politiques internationales portant sur des situations post-conflit visant à renforcer la sécurité humaine.